# Ad-Darazi
Muhammad bin Ismail Nashtakin ad-Darazi  (Arabisch: محمد بن اسماعيل نشتاكين الدرازي) (Buchara), was een 11de-eeuwse Ismailitische priester en vroege leider van de Druzen. Nashtakin was van Turkse afkomst.
Zoals zijn achternaam "ad-Darazi" aangeeft, was hij waarschijnlijk kleermaker. Ad-Darazi was de eerste die publiekelijk de goddelijkheid van de Fatimidische kalief al-Hakim verkondigde. Hij verdween, nadat hij de gunst van de kalief verloor, omdat zijn leerstellingen tot rellen leidden. Volgens sommige bronnen  verdween hij naar Syrië. Het lijkt waarschijnlijker en ook in lijn met het gedrag van de kalief dat hij in diens opdracht werd vermoord.
Hamza ibn-Ali ibn-Ahmad, de stichter van de Druzische religie bouwde voort op ad-Darazi's gedachtegoed. Hamza geloofde in de transmigratie van de ziel en verkondigde vanaf 1017 de goddelijkheid van de Fatimidische kalief al-Hakim.